# 雅罗斯拉夫·鲍切克
雅罗斯拉夫·鲍切克（捷克語：Jaroslav Bouček，1912年11月13日—1987年10月10日），捷克男子足球运动员，司职中场。他曾代表捷克斯洛伐克国家队参加1934年和1938年国际足联世界杯，其中1934年世界杯获得亚军。